# Уймузеярви
У́ймузея́рви — пресноводное озеро на территории Ледмозерского сельского поселения Муезерского района Республики Карелия.

## Общие сведения
Площадь озера — 1,2 км². Располагается на высоте 146,4 метра над уровнем моря.
Форма озера продолговатая, вытянутая с юго-востока на северо-запад. Острова на озере отсутствуют. Берега каменисто-песчаные, местами заболоченные. Уймузеярви соединяется с более крупным озером Нюк посредством ручья длиной около 0,5 км.
Близ юго-восточной оконечности озера проходит Западно-Карельская магистраль.
Населённые пункты на озере отсутствуют.
Код водного объекта в государственном водном реестре — 2020000911102000005605.